# 卡姆登鎮區 (密歇根州)
卡姆登鎮區（英語：Camden Township）是位於美國密歇根州希爾斯代爾縣的一個行政鎮區。

## 地方資料
卡姆登鎮區的面積為110.33平方千米，當中陸地面積為109.71平方千米，而水域面積為0.62平方千米。根據2020年美國人口普查的數據，當地共有人口2070人，而人口密度為每平方千米18.76人。